# … und ewig knallen die Räuber
… und ewig knallen die Räuber ist ein österreichisches Filmlustspiel aus dem Jahre 1962. Unter der Führung von Helmuth Lohner spielt eine Riege beliebter Leinwandstars jener Zeit. Regie führte Franz Antel, das Drehbuch schrieb Kurt Nachmann nach der Romanvorlage „Nikolaus Tschinderle, Räuberhauptmann“ von Josef Friedrich Perkonig.

## Handlung
Österreich, im ausgehenden 18. Jahrhundert. Das schmächtige Schneiderlein Nikolaus Tschinderle wird von seinen Mitbürgern nicht wirklich ernst genommen; alle spotten über ihn und machen Scherze. Eines Tages hat Nikolaus genug. Er will es allen zeigen und ein Räuber werden, ein furchterregender Räuber, am besten gleich ein Räuberhauptmann. Und so geht er in die Wälder, um dort seine eigene Bande aufzubauen. Seine Kumpane sind die Landstreicher Seppele, Achilles und Elias, allesamt ebenfalls eher gutmütige als Schrecken verbreitende Typen.
Tschinderle muss nicht einmal selbst aktiv werden, es gibt draußen im Walde genügend finstere Gesellen, deren Missetaten er einfach nur auf seine Kappe zu nehmen braucht. Da aber bald die echten Räuber auftauchen, die es seinen Mitbewohnern ernsthaft schwer machen, kommt Nikolaus nicht umhin, seine Strategie zu ändern und ein „guter Räuber“ zu werden. Fortan zwingt ihn sein im Grunde anständiger Charakter, immer nur noch gute Taten zu vollbringen. Eines Tages kommt Graf Ildefons, der in Lucina, die Tochter des Landesherrn Fürst Zeno verliebt ist, hinter Tschinderles faulen Zauber und überführt ihn. Um sein Renommee zu wahren, beschließt man, eine falsche Hinrichtung zu inszenieren …

## Produktionsnotizen
Franz Antel plante seit Langem, Perkonigs Roman vom Räuberhauptmann Tschinderle zu verfilmen. Schließlich gelang ihm eine Kooperation mit der Bavaria und ein Vertrag für den Weltvertrieb mit Arthur Cohn, wodurch es möglich wurde, das kostenintensive Projekt zu finanzieren. Gedreht wurde in Slowenien, unter anderem in den Höhlen von Postojna.
Die Bauten entwarf das Ehepaar Otto Pischinger und Herta Hareiter; die zuletzt Genannte zeichnete zudem für die Kostüme verantwortlich. Heinz Pollak war Produktionsleiter, der spätere Oscar-Preisträger Branko Lustig war einer der beiden Aufnahmeleiter. Herbert Janeczka sorgte für den Ton, Kurt Kodal assistierte Chefkameramann Hanns Matula.
… und ewig knallen die Räuber wurde am 17. Dezember 1962 in Wien uraufgeführt. Franz Antel bezeichnete den vom Verleih erfundenen Filmtitel ironisch als „geistsprühend“ und musste feststellen: „Da blieb das Publikum in Scharen zu Hause, und die launige Räuberpistole wurde ein ziemlicher Flop.“

## Kritik
„Gesangsfreudiger Bilderbuchfilm, dessen parodistische Absichten nicht zum Tragen kommen.“

Paimann’s Filmlisten resümierte: „In stilvoller (Ende 18. Jahrhundert) Aufmachung und reizvoll farbenphotographiert.“

„Franz Antels Robin-Hood-Geschichte hätte ein ironischerer Anstrich gut getan.“